# Money Jungle
Albums de Duke Ellington
Duke Ellington Meets Coleman Hawkins
(1962) Duke Ellington and John Coltrane
(1962)
Money Jungle est un album de jazz composé par Duke Ellington, enregistré en 1962 et édité par le label Blue Note, réunissant trois monstres sacrés du jazz, avec Charles Mingus à la contrebasse, et Max Roach à la batterie.
Faire cohabiter ces trois fortes personnalités, notamment Charles Mingus et ses fameuses colères, s'est avéré difficile (ce dernier ne voulait plus de Max Roach dès les premières sessions studios) mais bénéfique, le résultat étant surprenant, chacun voulant surenchérir sur les prestations des autres. Réunissant certains standards majeurs de l'histoire du jazz, comme Caravan, (In My) Solitude ou Fleurette Africaine, cet album est un exemple parfaitement réussi de « all star meeting ».

## Musiciens
- Duke Ellington - Piano
- Charles Mingus - Contrebasse
- Max Roach - Batterie

## LP (1963 — United Artists Records UAJ 14017)
Face A
| No | Titre                                | Musique        | Durée |
| -- | ------------------------------------ | -------------- | ----- |
| 1. | Money Jungle                         | Duke Ellington | 5:20  |
| 2. | Fleurette Africaine (African Flower) | Duke Ellington | 3:36  |
| 3. | Very Special                         | Duke Ellington | 4:26  |
| 4. | Warm Valley                          | Duke Ellington | 3:32  |

Face B
| No | Titre    | Musique                  | Durée |
| -- | -------- | ------------------------ | ----- |
| 1. | Wig Wise | Duke Ellington           | 3:20  |
| 2. | Caravan  | Juan Tizol, Irving Mills | 4:12  |
| 3. | Solitude | Duke Ellington           | 5:33  |

## CD (1987 — Blue Note CDP 7 46398 2)
Cette réédition sur CD fut l'occasion de changer l'ordre des pistes et d'ajouter quatre morceaux écrits pour la session d'enregistrement initiale mais jamais réalisés. Deux variations des thèmes originaux sont aussi venus compléter la liste de Duke Ellington.
| No  | Titre                              | Musique                  | Durée |
| --- | ---------------------------------- | ------------------------ | ----- |
| 1.  | Very Special                       | Duke Ellington           | 4:27  |
| 2.  | A Little Max (Parfait)             | Duke Ellington           | 2:58  |
| 3.  | A Little Max (Parfait) (variation) | Duke Ellington           | 3:56  |
| 4.  | Fleurette Africaine                | Duke Ellington           | 3:37  |
| 5.  | REM Blues                          | Duke Ellington           | 4:17  |
| 6.  | Wig Wise                           | Duke Ellington           | 3:19  |
| 7.  | Switch Blade                       | Duke Ellington           | 5:25  |
| 8.  | Caravan                            | Juan Tizol, Irving Mills | 4:14  |
| 9.  | Money Jungle                       | Duke Ellington           | 5:30  |
| 10. | Solitude (variation)               | Duke Ellington           | 4:44  |
| 11. | Solitude                           | Duke Ellington           | 5:34  |
| 12. | Warm Valley                        | Duke Ellington           | 3:34  |
| 13. | Backward Country Boy Blues         | Duke Ellington           | 6:19  |

## CD (2013 - Poll Winners Records 27314)
Cette réédition reprend l'ordre initial des pistes du LP, puis les 4 morceaux ajoutés en 1987, ainsi que la variation du morceau Solitude. Trois pistes viennent en bonus : deux versions orchestrales de Solitude produites à New York par le Duke et son Orchestre le 14 octobre 1957 puis le 18 décembre 1950 ; ainsi qu'une version de Caravan enregistrée à New York le 1er mai 1962.